# Niou (Einheit)
Niou, auch Niuh, war ein Längenmaß im Königreich Siam. Das Maß entsprach 8 dichtgelegten Reiskörnern.
- 1 Niou = 12 Keub/Kaub/Cobido = 16,9 Pariser Linien = 0,038 Meter

Die Maßkette für das kleine Maß war
- 1 Sen/Ser = 20 Roua = 40 Ken = 80 Sock = 160 Keub/Kaub/Cobido = 1920 Niou = (106 2/3 Pariser Fuß = 34 13/20 Meter = 34,65 Meter; Beispiel, Maße schwankten in den Regionen)